# Atriadops vespertilio
Atriadops vespertilio är en tvåvingeart som först beskrevs av Friedrich Hermann Loew 1858.  Atriadops vespertilio ingår i släktet Atriadops och familjen Nemestrinidae. Inga underarter finns listade i Catalogue of Life.